# Sacristia

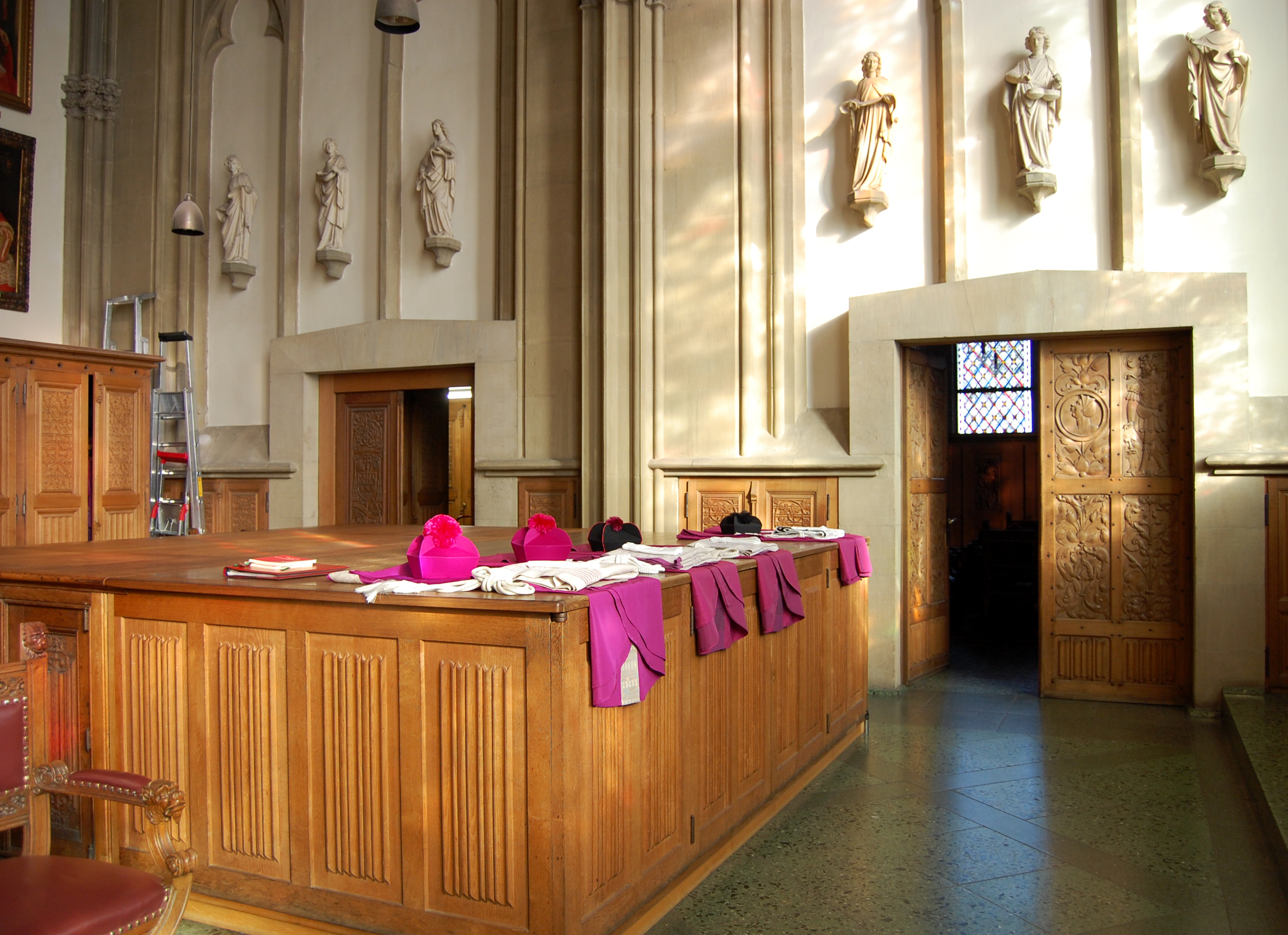
Sacristia Dom Köln

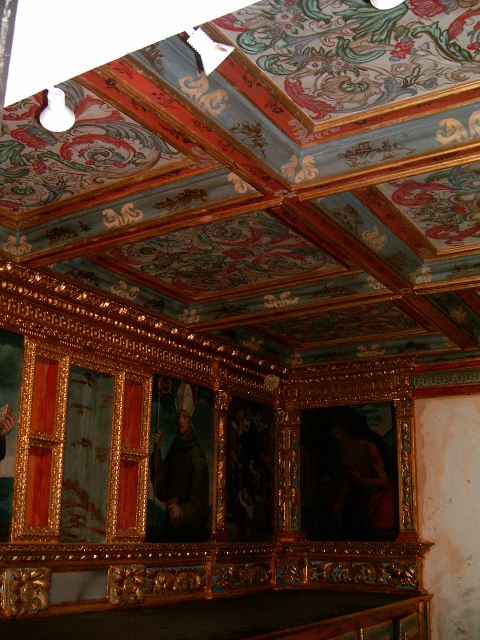
Sacristia do Convento de Nossa Senhora da Caridade, no
Sardoal, Portugal.

Sacristia é um espaço arquitectónico normalmente anexo a uma igreja onde são guardados os paramentos sacerdotais e as alfaias litúrgicas. É na sacristia que os sacerdotes se paramentam para realizarem as missas.
A pessoa encarregada da sacristia e seu conteúdo é chamado de sacristão. O último nome foi dado ao ex-sacristão de uma igreja paroquial, onde ele teria se importado por essas coisas, a estrutura do edifício e os jardins.